# Cohortatief
De cohortatief is een werkwoordelijk aspect dat een verzoek, aandringen, aanmoediging, wens, verlangen, doelstelling, bevel, doel of gevolg met betrekking tot de door middel van het werkwoord genoemde handeling of toestand uitdrukt. De cohortatief verschilt als aparte wijs van andere vormen van de irrealis doordat hij in de alleen bij de eerste persoon verschijnt.
Als aparte wijs komt de cohortatief bijvoorbeeld voor in het Hebreeuws en Koreaans. In deze laatste taal wordt bijvoorbeeld de vorm 갑니다", gamnida (indicatief; wij gaan") in de cohortatief gabsida 갑시다 ("laten we gaan!").
In andere talen die geen aparte cohortatieve wijs hebben zoals het Oudgrieks wordt de betekenis van de cohortatief weergegeven door andere werkwoordswijzen, zoals de vormen van de conjunctief bij de eerste persoon (met de uitgangen -(σ)ὡ en -(σ)ὡμεν). In talen als het Engels en Nederlands komt de betekenis van een constructie van een zelfstandig werkwoord in combinatie met het hulpwerkwoord laten (Laten we praten/dansen, enz.) het dichtst in de buurt van die van de cohortatief.